# Заболоцкий, Николай Максимович
За́болоцкий Николай Максимович-Чысхаан (21.11.1907-01.04.1987) — якутский прозаик, литературный критик, переводчик, член Союза писателей СССР (1944), заслуженный работник культуры ЯАССР (20.11.1978). Награждён орденом «Знак Почета», медалями, почетный гражданин Оймяконского района (21.11.1978).

## Биография
Родился 21 ноября 1907 г. в Оймяконском районе Якутии в семье крестьянина. После окончания начальной школы в 1924 г. приехал в Якутск. Проучившись один год на подготовительных курсах, Заболоцкий поступил в педагогический техникум. Во время учебы юноша успевал не только работать, но и начал пробовать писать. Так, выполняя обязанности ответственного секретаря в газете «Молодежь Севера» («Хотугу ыччат»), опубликовал в данном издании свои первые рассказы «Биир буулдьа бэйэбэр» («Последняя пуля для себя», 1927), «Анды саҕана» («Во время перелета турпанов», 1928), «Нэк Дьөгүөр» («Егор Нэк», 1928), «Барыта хараҥа олох дьаабыта» («Все от отсталости», 1929).
1928—1929 гг. — секретарь редакции газеты «Молодежь Севера».
1929—1933 гг. — секретарь редакции газеты, зав. отделом газеты «Кыым».
1933 г. — инспектор по якутскому языку Наркомпроса.
1933—1934 гг. — преподаватель Чурапчинского педагогического училища.
1934—1935 гг. — преподаватель Якутского пед. училища.
1935—1938 гг. — зав. сектором института языка и культуры при СНК ЯАССР.
В июле 1938 г. арестован и заключён под стражу по обвинению «в контрреволюционной деятельности», но в январе 1940 г. из-за отсутствия состава преступления уголовное дело было закрыто.
1940 г. — редактор детской литературы в Якутском книжном издательстве.
1940—1944 гг. — студент Якутского педагогического института.
1942—1944 гг. — преподаватель Якутского педагогического рабфака.
1944—1948 гг. — преподаватель Якутского педагогического института.
1948—1949 гг. — профессиональный писатель.
1949—1950 гг. — зав. пед. кабинетом Якутского РайОНО.
1950—1964 гг. — профессиональный писатель.
1964—1970 гг. — зав. отделом прозы в журнале «Хотугу сулус».
1970—1987 гг. — профессиональный писатель.
После выхода на пенсию Н.М. Заболоцкий вернулся из Якутска на родину. Жил в селе Томтор в период с 1973 по 1984 гг.
Литературная деятельность началась в 1927 г. с рассказов и литературно-критических статей. Среди литературоведческих работ писателя выделяются «Очерки истории якутской литературы» (1937), опубликованные под редакцией П. А. Ойунского, вместе с которым они стояли у истоков создания Института языка и культуры при СНК ЯАССР. Автор книг «Сайылыкка» (1958), «Үрүҥ сүүрүктэр» (1960), «Күн да уһун» (1968), «Мин сүрэх хайам» (1978), «Үйэ аҥарыгар» (1984), «Үчүгэй сиригэр» (1988) и др. Многие произведения Чысхаана переведены на русский язык. По мотивам рассказа Н.М. Заболоцкого «Мааппа» снят первый якутский фильм (1986), а его пьесы пользовались успехом у зрителей Якутского государственного театра.

## Память
- Именем Николая Максимовича Заболоцкого названы средняя школа и краеведческий музей в с. Томтор Оймяконского района.
- Имя писателя носят улицы в поселке Усть-Нера, селах Томтор и Ючюгей Оймяконского района.
- На базе Ючюгейской СОШ в память о Н.М. Заболоцком проводятся «Чысхаановские чтения», а в Томторской школе 21 ноября, в день рождения писателя, отмечают День школы, где проводятся мероприятия, посвященные жизни и творчеству Чысхаана[2].